# Ernst Bauer (Botaniker, 1860)
Ernst H. Bauer (* 13. August 1860 in Pisek, Bezirk Pisek, Österreich-Ungarn; † 1942) war ein österreichischer und ab 1918 tschechoslowakischer Beamter und Amateurbiologe, der sich insbesondere um die bryologische (mooskundliche) Kartierung und Floristik Böhmens verdient machte. 

## Leben
Geboren in der südböhmischen Stadt Pisek, arbeitete der promovierte Bauer hauptberuflich als Finanzbeamter in Prag und lebte im Vorort Smichow. Er wurde 1897 zum Finanzprokuraturssekretär ernannt, 1905 zum Finanzrat befördert und stieg im Laufe der Jahre bis zum Oberfinanzkommissar auf.
Bauer pflegte eine enge Freundschaft zum in Prag und Wien tätigen Botanikprofessor und Bryologen Viktor Ferdinand Schiffner und deckte in seinen eigenen bryologischen Forschungen Mittel- und Westböhmen, das Erzgebirge, das Riesengebirge und den Böhmerwald ab. Er publizierte diverse Fachartikel – beispielsweise in Lotos, im Botanischen Centralblatt, in der Allgemeinen Botanischen Zeitschrift, in der Deutschen botanischen Monatsschrift sowie in der Österreichischen botanischen Zeitschrift – und gab darüber hinaus auch mehrere Exsikkatenwerke heraus, die zahlreiche neue Arten und Varietäten enthielten.